# الضبعية (الأقصر)
قرية الضبعية هي إحدى القرى التابعة لمركز القرنة في محافظة الأقصر في جمهورية مصر العربية. حسب إحصاءات سنة 2006، بلغ إجمالي السكان في الضبعية 26792 نسمة، منهم 13466 رجل و13326 امرأة.